# 1506 az irodalomban

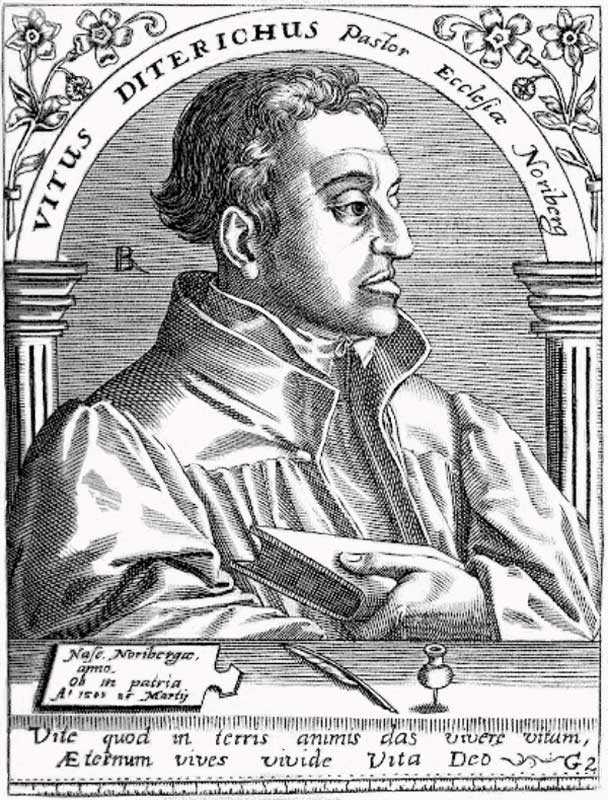
Veit Dietrich

Az 1506. év az irodalomban.

## Születések
- december 8. – Veit Dietrich német teológus, író, reformátor († 1549)

## Halálozások
- 1506 – Marcus Antonius Coccius Sabellicus (Marcantonio „Sabellico”) itáliai humanista, történetíró (* 1436)